# Нуадан-ле-Везуль
Нуада́н-ле-Везу́ль (фр. Noidans-lès-Vesoul) — коммуна во Франции, находится в регионе Франш-Конте. Департамент — Верхняя Сона. Входит в состав кантона Везуль-Уэст. Округ коммуны — Везуль.
Код INSEE коммуны — 70388.

## География
Коммуна расположена приблизительно в 320 км к юго-востоку от Парижа, в 45 км севернее Безансона, в 3 км к западу от Везуля.

## Население
Население коммуны на 2010 год составляло 2076 человек.
| 1962 | 1968 | 1975 | 1982 | 1990 | 1999 | 2010 |
| ---- | ---- | ---- | ---- | ---- | ---- | ---- |
| 829  | 904  | 1746 | 1867 | 1999 | 2111 | 2076 |

## Администрация
| Период | Период | Фамилия       | Партия | Примечания |
| ------ | ------ | ------------- | ------ | ---------- |
| 1965   | 1989   | Рене Бийе     |        |            |
| 1989   | 2001   | Серж Лафонтен |        |            |
| 2001   | 2014   | Жан-Пьер Ваду |        |            |

## Экономика
В 2010 году среди 1392 человек трудоспособного возраста (15—64 лет) 1016 были экономически активными, 376 — неактивными (показатель активности — 73,0 %, в 1999 году было 69,3 %). Из 1016 активных жителей работали 925 человек (477 мужчин и 448 женщин), безработных было 91 (50 мужчин и 41 женщина). Среди 376 неактивных 120 человек были учениками или студентами, 150 — пенсионерами, 106 были неактивными по другим причинам.

## Достопримечательности
- Успенский собор (1776 год). Исторический памятник с 2011 года[3]

## Города-побратимы
- Львувек-Слёнски (Польша, с 2006)[4]

## Фотогалерея

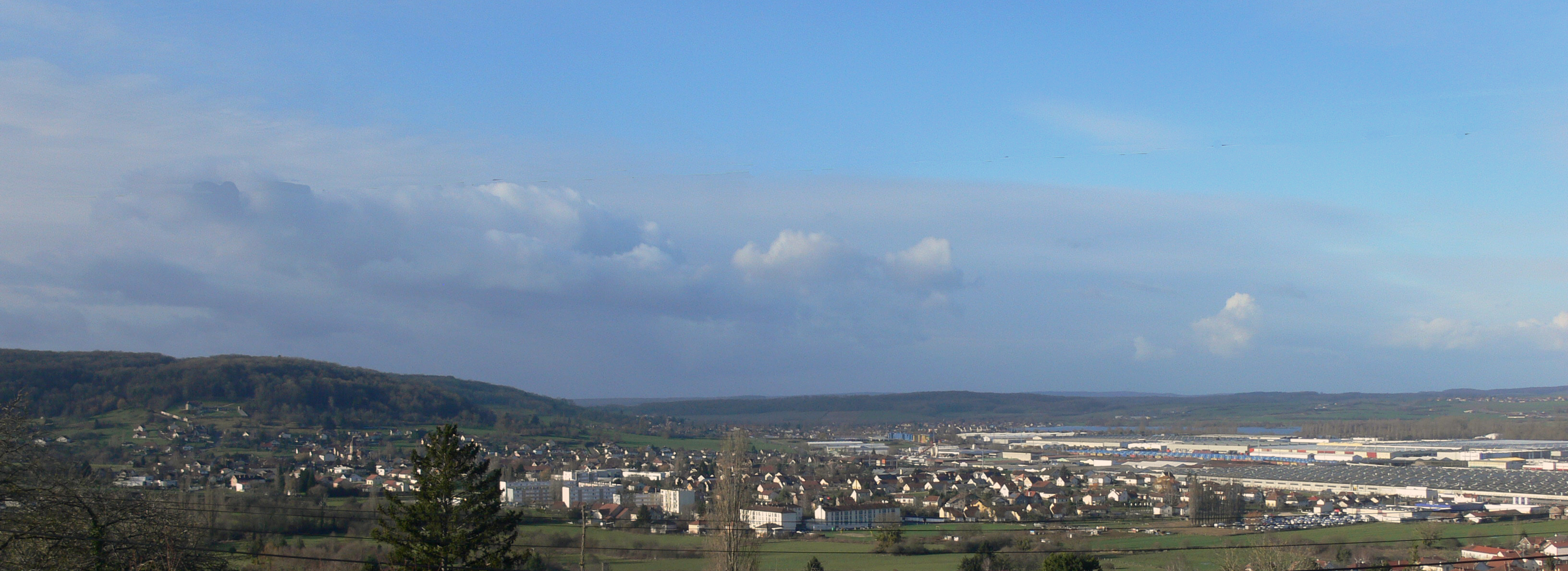
Нуадан-ле-Везуль
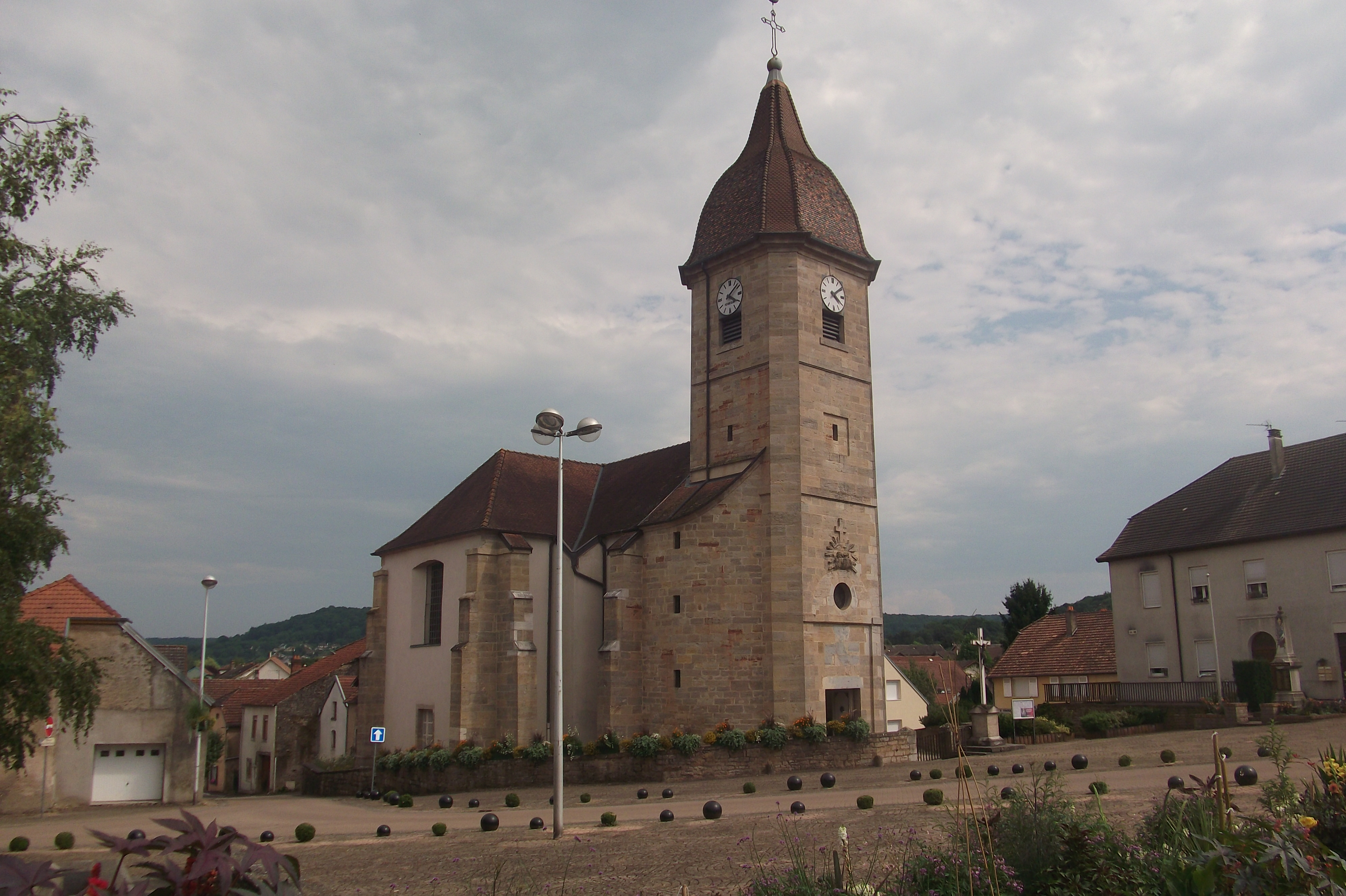
Успенский собор
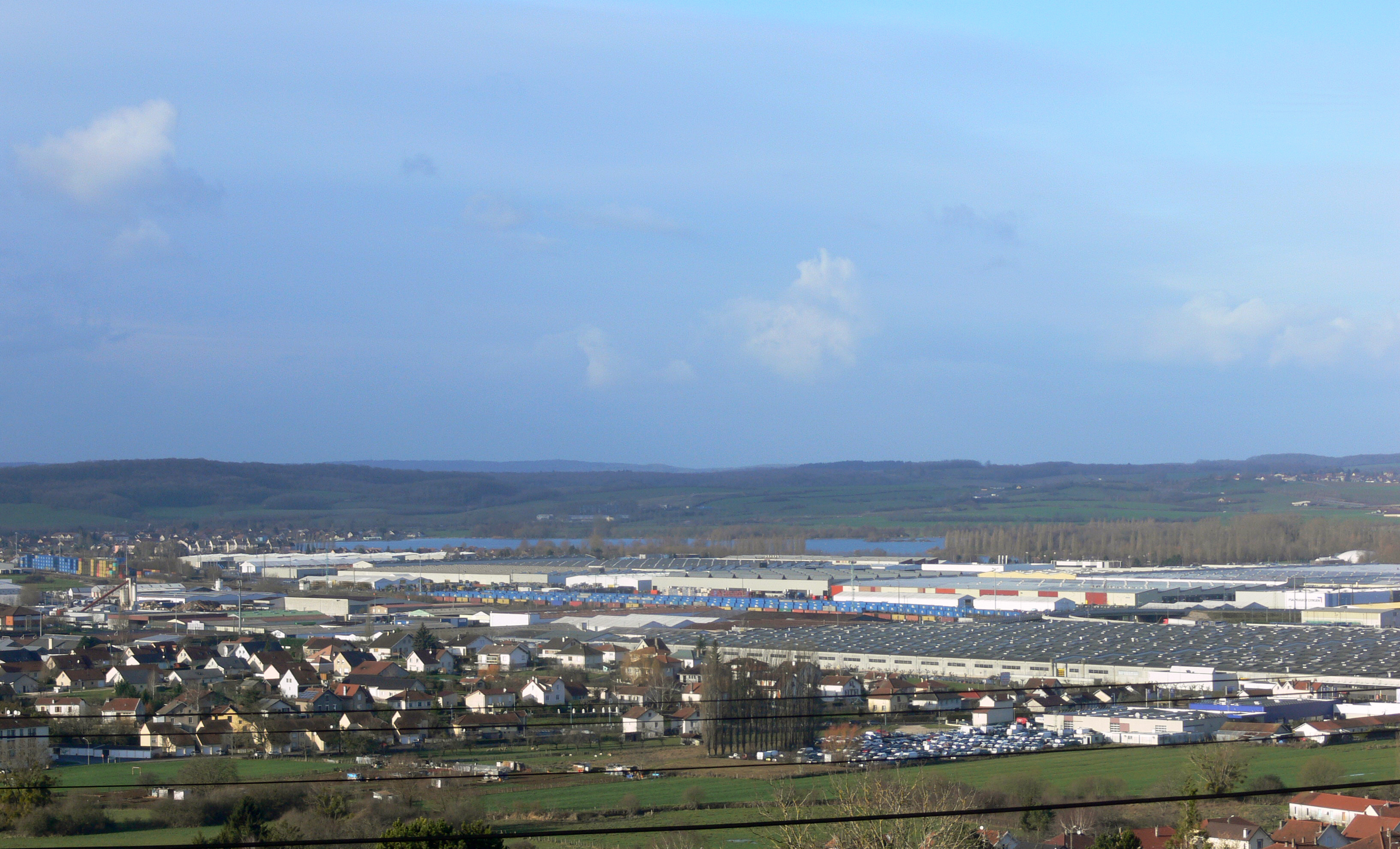
Завод Пежо
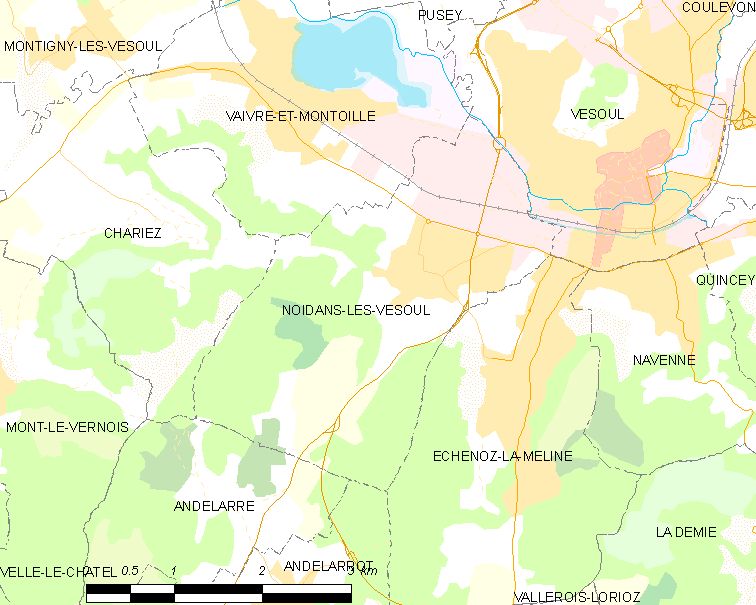
Карта коммуны